# Umflut

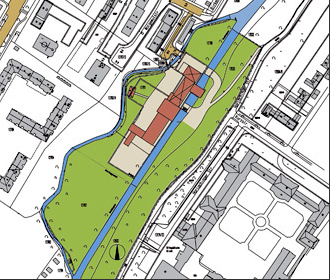
Plan der Kraemer’schen Kunstmühle in München; Umflut westlich um die Mühle herumgeführt

Eine Umflut (auch Notumflut, Umfluter, Freiflut(er), Freiarche, Freischleuse, Leerschuss oder Umflutkanal genannt) ist im Wasserbau und in der Hydrologie eine künstlich geschaffene Umführung (Neuhochdeutsch: Bypass), seltener auch ein natürlich entstandener Nebenarm eines Fließgewässers, der insbesondere bei Hochwasser dazu genutzt wird, Bauwerke oder sonstige Objekte am Hauptlauf vor einer Überflutung zu schützen, indem ein Teil der Wassermenge durch die Umflut um das zu schützende Objekt herumgeleitet wird.
Zur Kontrolle der Wassermengen wird normalerweise im Hauptlauf des Flusses ein Stauwehr errichtet, das die Wassermenge und damit den Pegelstand im Hauptlauf begrenzt. Vor oder an dem Wehr zweigt der Umfluter – als fester Überlauf oder als variable Entlastung – seitlich ab.
Besonders häufig kommen Umfluter an Wassermühlen und Laufwasserkraftwerken zum Einsatz. Wenn die darin enthaltene Wasserkraftmaschine nicht in Betrieb ist oder ihre maximale Kapazität erreicht hat, wird die überschüssige Wassermenge über den Umfluter abgeführt.
Je nach Größe des zu schützenden Objektes kann die Umflut in ihrer Länge stark variieren: Bei einem Einzelgebäude wie einer Mühle oder einem Kraftwerk vereinigen sich Umflut und Hauptlauf oft unmittelbar nach der Aufteilung bereits wieder im Unterwasser. Werden hingegen größere Objekte oder ganze Ortschaften geschützt, kann die Umflut als Kanal oder als natürlicher Nebenarm auch über längere Strecken geführt werden, bevor er wieder auf den Hauptlauf trifft.

## Bekannte Umflutanlagen
- Dahme-Umflutkanal, Brandenburg
- Elbe-Umflutkanal, Magdeburg